# Jane Marcet
Jane Marcet (née Haldimand ) /ˈmɑːrsɛt/ (1 de janeiro de 1769 - 28 de junho de 1858) foi uma Salonnière inglesa de origem suíça,  e uma escritora pioneira de livros científicos populares e explicativos. Ela também inovou com Conversations on Political Economy (1816), que explica as ideias de Adam Smith, Malthus e David Ricardo .

## Vida
Jane Marcet nasceu em Londres, em 1 de janeiro de 1769, sendo uma dentre doze filhos do rico comerciante e banqueiro genebrino Anthony Francis Haldimand (1740/41-1817), e sua esposa Jane (falecido em 1785). Jane foi educada em casa com seus irmãos. Seus estudos incluíam latim (essencial para as ciências), química, biologia e história, e tópicos mais comuns para as jovens da Inglaterra. Jane assumiu o comando da família aos 15 anos, após a morte de sua mãe. Ela administrava a casa e ajudava a criar seus irmãos mais novos. Seu irmão mais novo William Haldimand (1784-1862) tornou-se diretor do Banco da Inglaterra e membro do Parlamento. Ela também atuou como anfitriã de seu pai, ajudando a entreter festas frequentes de convidados científicos e literários. Jane desenvolveu um interesse precoce pela pintura durante uma visita à Itália com seu pai em 1796, e estudou com Joshua Reynolds e Thomas Lawrence .Sua formação artística mais tarde lhe permitiu ilustrar seus livros.
Jane casou-se em 1799 com Alexander John Gaspard Marcet (1770-1822), um exilado político de Genebra, na Suíça, que se formou na faculdade de medicina da Universidade de Edimburgo em 1797. Após o casamento, os Marcet continuaram a viver em Londres. Eles tiveram quatro filhos, um dos quais, François Marcet (1803-1883), tornou-se um físico conhecido.
Alexander estava fortemente interessado em química e tornou-se professor no Guy's Hospital em Londres e membro da Royal Society . Quando Jane se interessou em aprender mais sobre química, eles conduziram experimentos juntos em um laboratório caseiro, discutindo os princípios científicos envolvidos.
Os Marcet pertenciam a um círculo social literário e científico de importantes escritores e cientistas, como Mary Somerville, Henry Hallam, Harriet Martineau, Auguste Arthur de la Rive e Maria Edgeworth . Em suas cartas, a romancista Maria Edgeworth descreveu a residência dos Marcet com crianças vivas e inteligentes e boas-vindas aos visitantes. Uma anedota de Edgeworth dá uma imagem vívida da família Marcet e suas atividades científicas e sociais:
"Viemos aqui na sexta-feira passada e passamos nosso tempo muito felizes com nossa excelente amiga Sra. Marcet. Seus filhos gostam muito do Dr. Marcet, vemos que ele é seu companheiro e amigo. Todos eles estiveram alegremente ocupados em fazer um balão de fogo de papel, com quatro metros e meio de diâmetro e dez metros de altura. Um grande grupo foi convidado a assisti-lo vê-lo subir."
Jane e seu pai foram próximos durante toda a vida. Ele morou com ela e seu marido após o casamento. Quando o pai de Jane morreu em 1817, ela recebeu uma herança suficiente, que permitiu a Alexander Marcet deixar sua prática médica e se dedicar à química em tempo integral. Alexander, por sua vez, compreendeu e apoiou a necessidade de sua esposa de engajamento intelectual e trabalho produtivo.

## "Conversas"
Depois de ajudar a ler as provas de um dos livros do marido, Jane Marcet decidiu escrever o seu próprio. Ela produziu livros expositivos sobre química, botânica, religião e economia sob o título geral "Conversas". Em seus prefácios, Marcet aborda se tal conhecimento é adequado para as mulheres, argumentando contra objeções e afirmando que a opinião pública apóia seu ponto de vista.
A primeira "conversa" foi escrita em 1805 e publicada em 1819 como Conversations on Natural Philosophy . Abrangeu os fundamentos do conhecimento científico da época: física, mecânica, astronomia, as propriedades dos fluidos, ar e ótica. Estabeleceu um formato comum para seus trabalhos: um diálogo entre duas alunas, Caroline e Emily (ou Emilie), e sua professora, Sra. Bryant (Sra. B). Caroline, a mais nova, fazia perguntas irreverentes para mover o diálogo, enquanto Emily exerceria um papel mais controlado e reflexivo. Sra. Bryant seria uma figura maternal de orientação, que as levaria a questionar e examinar suas ideias. Tanto o conteúdo científico quanto o processo discursivo de compartilhamento do conhecimento científico eram importantes para os leitores de Marcet.

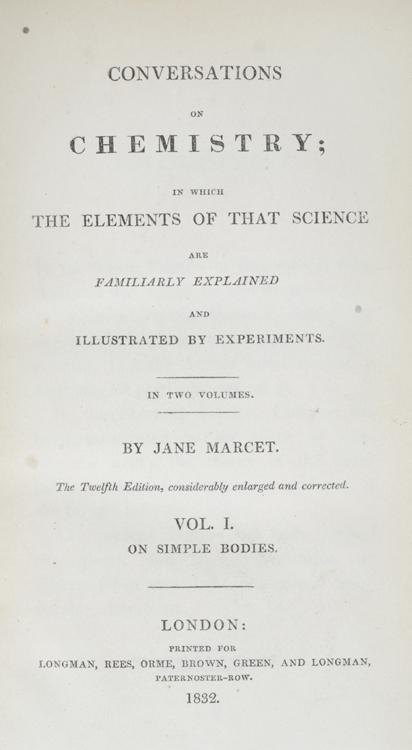
Conversas on Chemistry, página de rosto, décima segunda edição, 1832. Fundação do Patrimônio Químico

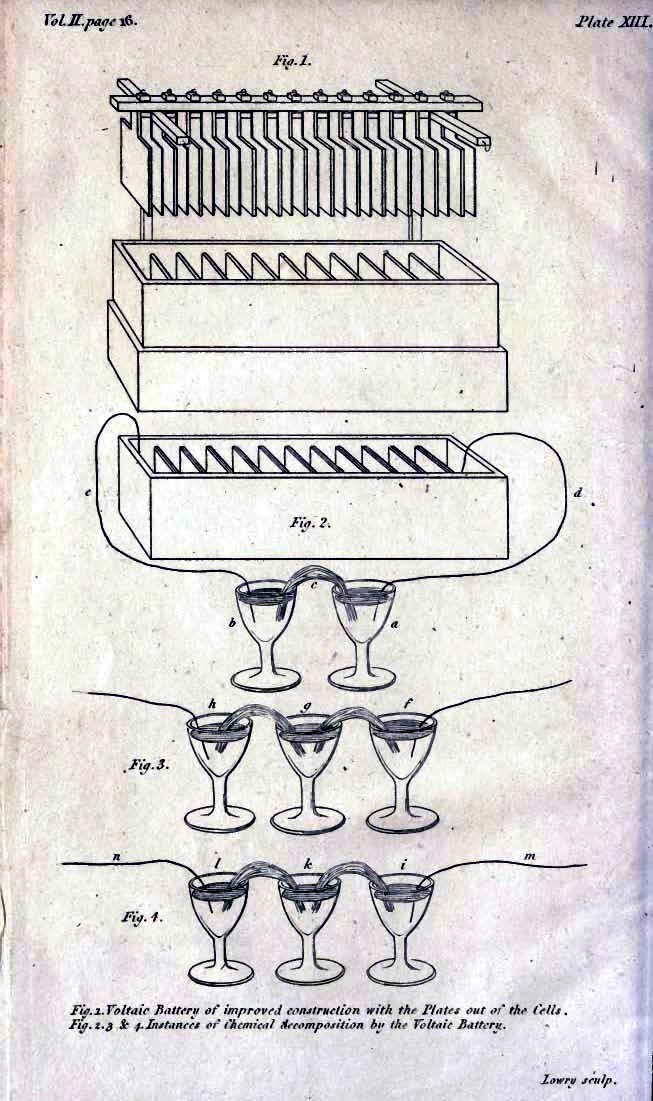
Placa de conversas de Jane Marcet sobre química

O próximo livro de Marcet, Conversations on Chemistry, Intended More Specially for Female Sex apareceu anonimamente em 1805, e se tornou seu trabalho mais conhecido. Ao resumir e popularizar o trabalho de Humphry Davy, cujas palestras ela assistiu, foi um dos primeiros livros didáticos de ciências elementares. Ele foi publicado com os desenhos de aparato químico de Marcete enfatizou a necessidade de experimentação e de rigor teórico. Jane Marcet não foi explicitamente identificada como autora até a 12ª edição de 1832. O livro teve 16 edições na Inglaterra, sendo uma das primeiras inspirações para o jovem Michael Faraday . Foi amplamente plagiado na América, aparecendo lá em pelo menos 23 edições.
Marcet em suas Conversations on Political Economy (1816) também popularizou os argumentos de economistas políticos como Adam Smith, Malthus e, acima de tudo, David Ricardo . Isso foi bem recebido e amplamente lido, embora alguns economistas posteriores, como Alfred Marshall, fossem desdenhosos, em detrimento de sua reputação posterior, e Joseph Schumpeter o ter ridicularizado como "economia para alunas". O propósito, porém, era importante, que ia além das demandas lucrativas de um nicho de mercado . A aluna irreverente da Sra. B, Caroline, diz que teria pensado que uma mulher poderia ser desculpada por ignorar esse tópico. A Sra. B responde rispidamente: "Quando você defende a ignorância, há uma forte presunção de que você está errado". As Conversations on Political Economy de Marcet foram uma inspiração para Harriet Martineau introduzir temas econômicos em seus escritos.
Em 1820, os Marcet viajaram para Genebra, na Suíça, com a intenção de se mudar para lá. Em 1822, Alexander morreu inesperadamente durante uma visita à Grã-Bretanha, para extrema angústia de Jane. Ela passou por um dos vários períodos de depressão que afetaram sua vida, descrito por seu amigo Auguste de La Rive como uma "sombra que envolve um espírito enérgico e ativo". Ela manteve fortes laços com seus amigos suíços, mas acabou voltando a morar na Inglaterra.Lá ela permaneceu ativa nos círculos científicos, e atualizou e publicou novas edições de suas principais obras ao longo de sua vida. Sua última edição de "Conversas sobre Química" apareceu quando ela tinha 84 anos. Mais tarde, Marcet escreveu novas obras principalmente para crianças, talvez pensando nos netos. Mary's Grammar (1835) tornou-se um clássico.
Jane Marcet viveu a última parte de sua vida com sua filha, na 14 Stratton Street, Piccadilly, Londres. Ela morreu lá em 28 de junho de 1858.

## Legado
A maior contribuição de Marcet foi seu trabalho como educadora. Seu trabalho continha poucas ideias originais, mas baseava-se no estudo cuidadoso das teorias atuais e na volumosa correspondência contínua com os cientistas atuais. Destacou-se pela precisão, exatidão e rigor. Ela apresentou ciência e economia de maneira informal, mas suas simples introduções a assuntos muitas vezes complexos foram amplamente apreciadas por adultos e crianças. Talvez mais importante, eles alcançaram mulheres, incluindo estudantes em seminários femininos proeminentes, que não haviam sido encorajadas a explorar as ciências experimentais na época.
Marcet foi excepcionalmente qualificada para popularizar a química e a economia por seus contatos com muitos dos maiores pensadores e cientistas de sua época. Ela merece muito crédito nos novos campos da química e da economia política. Ao escrever em inglês discursivo, ela tornou o conhecimento científico acessível não apenas às mulheres, mas também aos homens não treinados nas línguas fundamentais da educação clássica, latim e grego. Embora sua intenção original fosse educar as mulheres, Jane Marcet alcançou um público mais amplo de acordo com os ideais iluministas e reivindicou as ciências naturais como um empreendimento público.
Quando a Boston Girls' High and Normal School se tornou a primeira escola nos Estados Unidos a ensinar ciências para mulheres através da experiência de laboratório, em 1865, Conversations on Chemistry de Marcet foi o texto escolhido. Suas obras permaneceram livros didáticos padrão mesmo quando Henry James escreveu The Turn of the Screw em 1898. A governanta refere-se a um texto ser "tão impessoal quanto a Sra. Marcet ou nove vezes nove."

### Legado intelectual
Um dos que leram o trabalho de Jane foi Michael Faraday, nascido em 1791, que se tornaria um dos maiores cientistas do mundo, revolucionando a física e a química. Ele ficou impressionado com o trabalho dela em química, que o ajudou a encontrar uma nova vocação para a ciência. Mais tarde, ele afirmou que tinha desempenhado um papel vital em sua própria carreira como químico.
Faraday comentou: "Quando conheci a Sra. Marcet pessoalmente; quantas vezes lanço meus pensamentos para trás, deliciando-me em conectar o passado e o presente; quantas vezes, ao enviar um trabalho para ela como uma oferta de agradecimento, pensei na minha primeira instrutora."
O livro tinha como objetivo ajudar outros que estavam confusos com a química, explicando melhor, mas mantendo-se cientificamente preciso. Era um livro amigável. Os assuntos foram divididos em duas partes, cada uma com mais de 300 páginas. É enquadrado por conversas entre um professor adulto e duas crianças. Marcet também adicionou seus próprios números para explicar a química de maneira fácil. Na Inglaterra, 16 edições de Conversations on Chemistry foram publicadas até a década de 1830, com atualizações completas. Ela influenciou muito de seu livro em todo o mundo. Garotas e outros públicos que não eram ricos estavam perseguindo o assunto e conseguindo se dar bem com ele. ref group=obs.
O apoio ativo de Marcet para o ensino de química para iniciantes através de um laboratório experimental foi reconhecido por muitos. Após a Guerra Civil, o ensino de laboratório estava se tornando a norma nas escolas americanas. Apesar da concorrência de muitos outros autores e livros, Marcet é o protagonista do avanço feminino do conhecimento. Sua popularidade mesmo no início de 1900 sugere uma crescente aceitação por parte das escolas americanas de incluir disciplinas básicas de ciência teórica e experimental na educação das mulheres. Essa disponibilidade de educação estabeleceu a plataforma para aumentar o engajamento das mulheres na ciência. Ela inspirou muitos dos maiores químicos, cientistas e matemáticos da história. Mary Somerville, nascida em 1790, a matemática que deu o nome à primeira faculdade feminina da Universidade de Oxford, disse sobre Jane Marcet: “Ninguém neste momento pode estimar devidamente a importância dos trabalhos científicos da Sra. Marcet".
O livro permaneceu popular nos Estados Unidos em parte devido à publicação de quase duas dúzias de edições derivadas de John Lee Comstock e outros. A falta de leis internacionais de direitos autorais na época significava que Marcet não controlava ou recebia pagamento por essas edições. Tendo se tornado um livro-texto padrão na Grã-Bretanha e nos Estados Unidos, foi traduzido para o alemão e o francês. Nos Estados Unidos, a Girls' High School and Normal School de Boston tornou-se a primeira escola a ensinar ciências para mulheres através da experiência de laboratório, em 1865, com base no texto de Marcet's Conversations on Chemistry .
Jane se inspirou no trabalho dos economistas de David Ricardo, Adam Smith e muitos outros. Ao escrever Conversas sobre Economia Política em 1816, que notadamente chamou a atenção para os argumentos baseados em obras notáveis de alguns economistas famosos. Ele visava a ideia geral da economia com a libertação e educação dos pobres, independentemente do sexo. Abraçou noções gerais de economia política com a distribuição de propriedade, impostos, divisão do trabalho, capital e salários, população e situação social dos pobres.
Numa carta a Pierre Prévost, Marcet declarou: "Posso assegurar-vos que o maior prazer que extraio do sucesso é a esperança de fazer o bem pela propagação de verdades úteis entre uma classe de pessoas que, exceto de uma forma popular e familiar, jamais os conheceria."
O livro se tornou uma leitura popular, embora alguns economistas posteriores, como Alfred Marshall, mostrassem indiferença a ele, o que prejudicou sua reputação. Joseph Schumpeter zombou disso como "economia para alunas". O objetivo de seu livro era importante, que ia além de ganhar dinheiro para pequenos mercados. Pretendia-se popularizar as lições de economia política para as classes trabalhadoras auto-aperfeiçoadas e currículos escolares. Tentou simplificar a economia para o público menos privilegiado e educar os mais jovens no princípio da economia pela qual os mercados são regulados, usando contos simples. As Conversations on Political Economy de Marcet inspiraram Harriet Martineau, uma teórica social britânica e escritora Whig frequentemente citada como a primeira socióloga mulher a introduzir tópicos econômicos em seus escritos. Ela foi inspirada a ensinar os princípios da economia não pressionando-os em uma história, mas exibindo seu funcionamento natural em fases selecionadas da vida. Seguiu um estilo semelhante ao de seu livro anterior e também se tornou popular.
Marcet herdou propriedades consideráveis de seu pai em 1817. Ela e seu marido se mudaram para Genebra na década de 1820, mas dois anos depois Alexandre morreu. Jane finalmente retornou a Londres, onde novamente reuniu intelectuais e banqueiros proeminentes. Seus trabalhos posteriores concentram-se principalmente em tópicos menos exigentes e destinam-se, na maioria dos casos, a um público mais jovem.
Mais sucesso veio com a publicação de 1819 de Conversations on Natural Philosophy, que ela havia escrito antes de Conversations on Chemistry . Ela não se reconheceu como autora até 1832. Seus outros livros notáveis no período incluíram Mary's Grammar (1835_.
O anonimato inicial de Marcet deixou aberto para autores masculinos nos Estados Unidos complementar e publicar suas edições do trabalho de Jane em sua própria língua inventada e colocar seus nomes na página de rosto do livro como autores. Quando Marcet publicou a 12ª edição em seu próprio nome, criou uma situação de caos entre os livros publicados, mas nada aconteceu no final. A falta de leis internacionais de direitos autorais significava que Jane nunca recebeu royalties por nenhuma edição dos EUA sob o nome de outros autores.
Marcet publicou vários outros trabalhos populares, incluindo Conversations on Political Economy e Conversations on Plant Physiology, mas nenhum se tornou tão lido quanto Conversations on Chemistry . A cada edição sucessiva, Marcet continuou a atualizar o livro. Ela escreveu a Michael Faraday em 1845, um escritor estimado e membro da prestigiosa Royal Society, para obter informações detalhadas e ampliadas sobre sua pesquisa. Ele apresentou suas últimas descobertas para a mulher que primeiro o colocou em sua jornada química.
Jane Marcet difundiu conhecimento facilitando sua criação, compartilhamento e uso. Ela criou e manteve laços sociais e intelectuais entre cientistas, elites, escritores literários, economistas e o público em geral. Ela trabalhou nas fronteiras de vários objetos de discussão, de onde o conhecimento fluía em todas as direções. Aqueles que mostravam respeito por suas ideias sobre economia política incluíam Thomas Robert Malthus e James Mill .
Willie Henderson tentou enquadrar Jane como uma corretora educacional, argumentando que mudar as perspectivas das mentes dos outros era "mera propaganda capitalista" para "desenvolvimento de currículo sofisticado".
Para Jane, a comunicação não era uma atividade de mão única. Transmitiu uma mensagem e sensibilizou o público para as ideias dos profissionais, que, por sua vez, enfrentaram novos desafios ao facilitar a comunicação bidirecional. Ela trouxe uma profunda percepção da economia clássica para lidar com questões sociais, contrapondo os "preconceitos e sentimento popular de benevolência desinformada". Além disso, ela introduziu os insights de pensadores continentais nos escritos da escola clássica inglesa, desafiando-os a decidir o que era periférico e o que era central na história. Isso incluiu a consolidação das ideias de banqueiros, atores políticos e empresários como economistas políticos profissionais.
Marcet manteve-se distante das pessoas com dogmas centrais da economia clássica, mas manteve a conversa com os mestres deles. Ela era dura em aceitar críticas, mas em outros momentos mantinha suas instruções para si mesma. Ao mesmo tempo em que ensinava sabedoria por meio de profissionais para o público inexperiente, ela também construía as redes que se concentravam em seu engajamento direto para transmitir a conversa às pessoas.
Conversations on Political Economy, de Marcet, apareceu em 14 edições e foi traduzido para holandês, alemão, espanhol e duas vezes francês. Ela teve um forte impacto em jovens escritores e divulgadores como Harriet Martineau, Jean-Baptiste Say e Millicent Garrett Fawcett, em grandes economistas políticos como Malthus, JS Mill e muitos outros, e em políticos e banqueiros com quem ela tinha vínculos sociais. Isso fez dela uma das grandes divulgadoras da economia política do início dos anos 1900, sendo seu fluxo de informações central em seu trabalho. Historicamente, ela repousa entre os grandes salões continentais liderados por mulheres do século XVIII e os corretores de conhecimento profissionais do século XX. Marcet no século XIX ajudou a definir a área.
Jane Marcet viveu o resto de sua vida com sua filha em Piccadilly, Londres . Ela morreu lá em 28 de junho de 1858 deixando um legado de suas obras.

## Publicações
As publicações de Jane Marcet incluem: 
1. Conversas sobre Química (1805)
2. Conversas sobre Economia Política (1816)
3. Conversas sobre Filosofia Natural (1820)
4. Gramática de Maria (1835)
5. Noções de John Hopkins sobre economia política (1833)
6. Livro de histórias da Sra. Marcet: sendo uma seleção das histórias contidas em seus livros para crianças pequenas (1858)
7. As estações, histórias para crianças muito pequenas, do autor de 'Conversas sobre química' (1832)
8. Willy's Grammar - Scholar's Choice Edition
9. Ensaios de Panfleto: Sob a Superintendência da Sociedade para a Melhoria da População Trabalhadora no Condado de Glamorgan
10. Livro de Histórias da Sra. Marcet – Edição Scholar's Choice
11. Controlando o Crime do Estado
12. A visita de Bertha ao seu tio na Inglaterra . Por Jane Marcet (1830)
13. Conversas sobre a história da Inglaterra, para o uso das crianças (1842)
14. Conversas sobre a evidência do cristianismo em que os principais argumentos dos melhores autores são organizados, desenvolvidos e conectados uns com os outros para uso de jovens e estudantes de teologia
15. As estações; Histórias para crianças muito pequenas; Primavera. Vol. II
16. Conversas sobre Fisiologia Vegetal: Volume 1: Compreendendo os Elementos da Botânica, com Sua Aplicação à Agricultura
17. Lições sobre Animais, Vegetais e Minerais - Edição Scholar's Choice (2015)